# Bon-Encontre

Bon-Encontre este o comună în departamentul Lot-et-Garonne din sud-vestul Franței. În 2009 avea o populație de 6.049 de locuitori.

## Evoluția populației
| An        | 1975  | 1982  | 1990  | 1999  | 2006  | 2009  |
| --------- | ----- | ----- | ----- | ----- | ----- | ----- |
| Populație | 3.853 | 4.462 | 5.362 | 5.759 | 5.910 | 6.049 |